# Четири племените истине
Четири племените истине (санскрит: catvāri āryasatyāni; пали: cattāri ariyasaccāni) представљају темељни концепт будизма. Ове истине је Сидарта Гаутама након пробуђења изложио својим старим пријатељима, петорици аскета, у својој првој проповеди у Исипатани (данашњи Сарнат) близу Бенареса.
Четири племените истине су:
1. Племенита истина о патњи (пали: дукха - патња, бол, туга) - патња постоји у животу сваког бића
2. Племенита истина о настанку патње (пали: самудаја) - постоји узрок патње, а то су везаност и жудња (пали: танха - жудња, жеђ) који настају из незнања (авидја)
3. Племенита истина о престанку патње (пали: ниродха) - постоји начин да се патња превазиђе, а то је ишчезавање и искорењивање везаности и жудње
4. Племенита истина о путу престанка патње (санскрит: марга, пали: магга - пут) - постоји начин да се елиминишу везаност и жудња, а то је осмоструки племенити пут

## Племенита истина о патњи
Прва племенита истина (пали: дуккха-аријасаћћа) се углавном преводи као „племенита истина о патњи“. Све врсте патње у животу, као што су рођење, старост, болест, смрт, блискост са непријатним особама и стањима, раздвојеност од вољених и пријатних стања, недобијање онога што желимо, жалост, плач, узнемиреност – сви ови облици физичке и менталне патње, који су најшире прихваћени као патња или бол, укључени су у дуккху.
Буда признаје и различите облике среће, материјалне и духовне (срећа породичног живота и срећа живота у осами, срећа чулних задовољстава и срећа одвраћености, срећа привржености и срећа одвојености, физичка срећа и ментална срећа итд.) али многе од њих су укључене у дуккху. Осећаји среће засновани на везаности за пролазне ствари такође су пролазни, пре или касније. Када се догоди промена, она ствара бол, патњу, несрећу.
Буда је говорио: "О просјаци, шта је дуккха? Треба рећи да је она тих пет састојака приањања."
Укратко, патња извире из пет састојака приањања. Оно што називамо „ја“, према будистичкој филозофији, само је конвенционални назив за комбинацију ових пет стално мењајућих састојака бића (скандха). Сви су они непостојани, сви се непрестано мењају. А све што је непостојано је дуккха.
Пет састојака приањања су:
1. материја или облик (пали: рупа).
2. осећаји или утисци (пали: ведана) - настају захваљујући контакту чулних органа са спољашњим светом (у чулна органа се убраја и ум, који осећа свет идеја, мисли и менталних објеката).
3. опажаји (пали: сањња) - попут осећаја, и они настају контактом наших шест чула са спољашњим светом. Опажаји су ти који разлучују објекте на физичке и менталне.
4. изрази воље или ментални обрасци (пали: санкхара) - менталне везе у уму које настају безбројним понављањем, навике, мишљења, ставови... За разлику од осећаја и опажаја, који не стварају кармичке последице, вољне радње увек имају кармичке последице.
5. свест (пали: вињњана) - за свој објекат има један од шест спољашњих феномена (слику, звук, мирис, укус, опипљиво или идеју). Она није нека врста сопства или душе и не чини трајну суштину, већ се такође непрекидно мења.

Према будизму, не постоји „ја“ које би стајало иза тих пет састојака и доживљавало дуккху.
"Постоји патња, али не и онај ко пати
постоје дела, али не и њихов починитељ." (Будагоша)

## Племенита истина о пореклу патње
Друга племенита истина тиче се настанка или порекла патње (пали: дуккхасамудаја-аријасаћћа). Дефиниција ове истине према текстовима пали канона је да жудња (пали: танха – жеђ, жеља, жудња) узрокује ново постојање и ново рађање, а испољава се као: (1) жудња за чулним уживањима (каматанха), (2) жудња за постојањем и поновним рођењем (бхава-танха) и (3) жудња за непостојањем (или самопоништавањем; вибхава-танха).
Та жудња, која се манифестује на најразличитије начине, узрок је настанка свих облика патње и континуитета бића. Но, чак и та жудња, која се сматра извором патње, зависи у своме настанку од нечег другог, а то је осећај, а осећај настаје захваљујући контакту (пхасса) и тако даље се наставља круг познат као условљеност настанка (патићћа-самуппада). Тако жудња није једини, али је најдиректнији узрок патње. Стога се у неким списима у објашњење настанка патње укључују и друга “прљања и нечистоће” (килеса) поред жудње, која се увек ставља на прво место.
Ова жудња не укључује само приврженост чулним задовољствима, богатству и моћи, већ исто тако и приврженост идејама, ставовима, веровањима (дхамма-танха). Према Будиној анализи, све невоље и сукоби, од личних зађевица до великих ратова између народа и држава, извиру из себичне „жеђи“.
Буда је говорио Ратапали: "Свет је гладан и жедан и робује жељи."
Иако хтења и дела (карма/камма) могу бити добра или лоша, она увек имају као своју силу ка продужавању. И добра и лоша дела се налазе унутар круга трајања (самсара). Према будизму, воља (односно енергија) не престаје са престанком функционисања тела, односно смрћу; она наставља да се испољава у другом облику, изазивајући ново постојање, односно препорађање. Све док постоји „жеђ“ да се буде и да се постаје, одржава се кружни ток препорађања (самсара). Њега је могуће зауставити једино када му покретачка сила, та „жудња“, пресахне захваљујући увиду у истину и престанку везивања.
Стога арахант, мада дела, не акумулира карму, јер се ослободио лажне идеје о сопству, „жеђи“ за трајањем и препорађањем и сваког другог прљања и нечистоћа.

## Племенита истина о окончању патње
Трећа племенита истина каже да постоји избављење од патње, од замке дуккхе, и она се назива племенитом истином о докончању патње (дуккханиродха-аријасаћћа), а то је нирвана/ниббана.
Тако је нирвана такође позната под називом танхаккхаја, „искорењивање жеђи“. Пошто будисти сматрају да се права природа или крајња реалност коју не може тачно изразити речима, она се често описује негативним појмовима, као што су танхаккхаја „искорењивање жеђи“, асанкхата „јединствена“, „неусловљена“, вирага „одсуство жеље“, ниродха „утрнуће“, ниббана „угаснуће“ или „искорењивање“.
Буда је говорио: „О просјаци, постоји нерођено, ненастало и неусловљено. Кад не би било нерођеног, ненасталог и неусловљеног, тада не би било излаза из рођеног, насталог и условљеног. Пошто постоји нерођено, ненастало и неусловљено, постоји и излаз за рођено, настало и условљено“.
Нирвана/ниббана није поништавање сопства, јер према будизму ни не постоји сопство које би требало поништити. Она је поништавање илузије, лажне представе о сопству.

## Племенита истина о путу окончања патње
Четврта племенита истина је о Путу што води до искорењивања патње (дуккханиродха-гамини-патипада-аријасаћћа). Тај пут је познат као средњи пут, зато што избегава два екстрема: један је трагање за срећом кроз задовољства чула и то је „ниско, простачко, својствено простим људима"; други је трагање за срећом кроз самоумртвљавање путем аскетизма и он је „болан, безвредан и некористан“. Пошто је и сам искусио та два екстрема и нашао да су бескорисни, Буда је открио средњи пут „који пружа увид и знање, води до смирења, увида, просветљења, нирване“. Овај средњи пут се најчешће означава као Племенити осмоструки пут (аријааттхангикамагга), јер је састављен од осам делова, а то су:
1. исправно разумевање (самма диттхи)
2. исправна мисао (самма санкаппа)
3. исправан говор (самма ваћћа)
4. исправно деловање (самма камманта)
5. исправно живљење (самма ађива)
6. исправан напор (самма вајама)
7. исправна свесност (самма сати)
8. исправно задубљење (самма самадхи)

Суштина практичног дела Будиног учења налази се у овом племенитом осмоструком путу. То је начин живота који треба следити, практиковати и развијати, и то свако може да ради једино сам за себе. Он је самодисциплина тела, речи и ума, саморазвијање и самопрочишћење. То је Пут што води до сагледавања крајње реалности, до потпуне слободе, среће и мира кроз морално, духовно и интелектуално усавршавање.

## Тумачења
Када се говори о четири племените истине Буда се често упоређује са лекаром јер су истине изложене према древном индијском медицинском моделу:
1. постоји болест (постављање дијагнозе)
2. постоји узрок болести (анализа фактора који до болести доводе)
3. постоји начин да се болест излечи (констатовање прогнозе и постојања или непостојања начина за отклањање узрока болести)
4. прописивање лека односно начина да се болест излечи

Овакав приступ проблему представља једну од кључних карактеристика у дискусији будизма у односу на друге религије. Наиме, овиме се избегава метафизичка спекулација и потреба за вером у оно што се излаже. У свакој од четири племените истине се реферише на појаве и појмове који су потпуности у домену искуства сваке особе, што јој омогућава да на основу тог искуства да суд о истинитости или неистинитости предмета расправе. Штавише, у будистичким списима Буда управо инсистира на оваквом, емпиријском приступу и неослањању на слепо веровање његовим речима. Од будисте се очекује да све изложено не прихвата само на основу вере у истинитост, већ се инсистира на активном преиспитивању учења кроз лично искуство и анализу тог искуства јер је, према Буди, то једини начин да се дође до истинског знања и самим тиме до ослобођења од патње.